# Konstantin Wecker

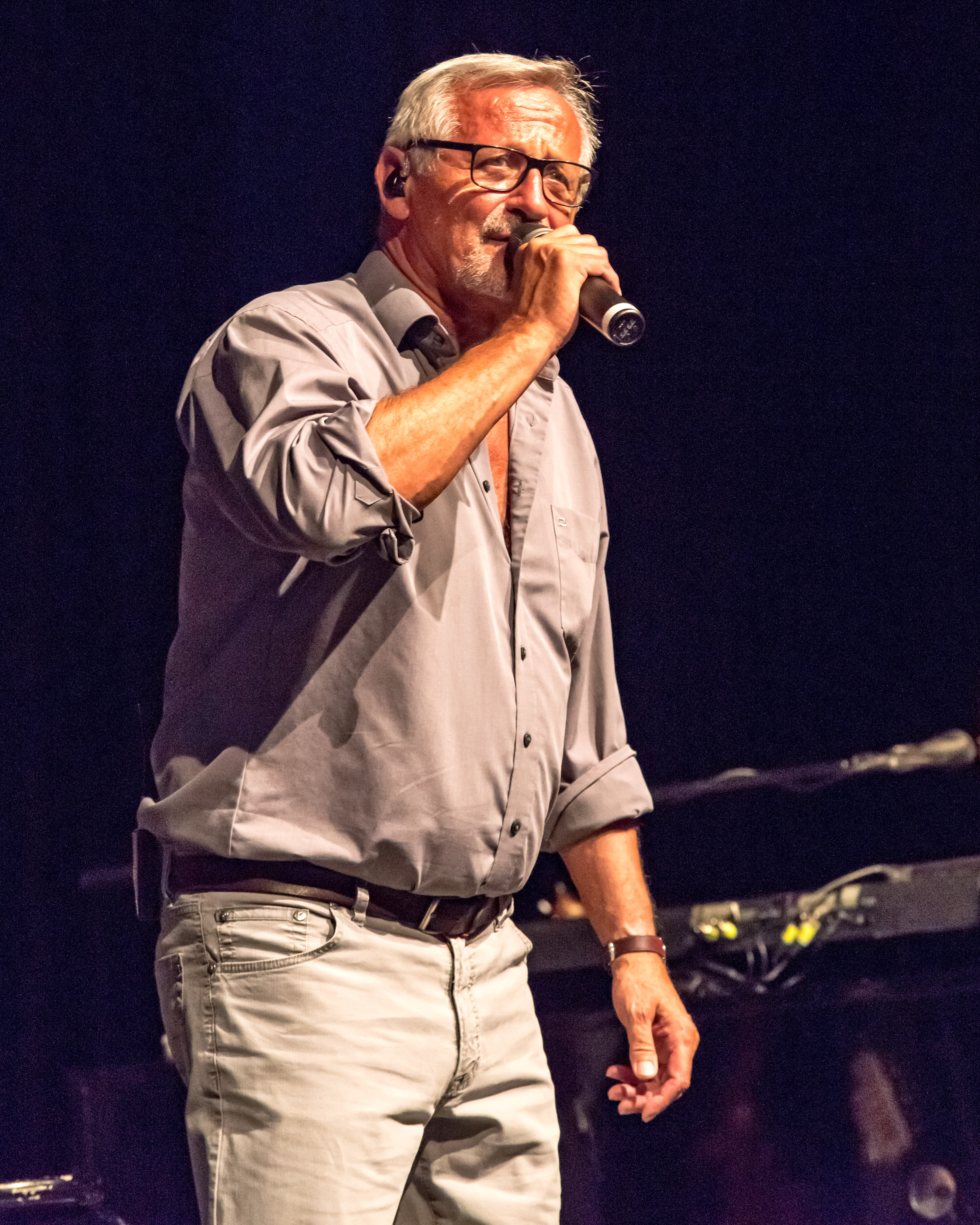
Konstantin Wecker auf dem Zelt-Musik-Festival (ZMF) in Freiburg, 2017

Konstantin Alexander Wecker (* 1. Juni 1947 in München) ist ein deutscher Musiker, Liedermacher, Komponist, Schauspieler und Autor.

## Leben
Als einziges Kind von Alexander und Dorothea Wecker wuchs Konstantin Wecker im Münchner Stadtteil Lehel auf und erhielt im Alter von sechs Jahren seinen ersten Klavierunterricht. Mit acht Jahren lernte er Geige und mit 14 Jahren Gitarre zu spielen. In seiner Kindheit war er Solist im Rudolf-Lamy-Kinderchor; so ist er u. a. in dem Heimatfilm Die Trapp-Familie in Amerika zu hören. Wecker beendete seine Schullaufbahn am Theresien-Gymnasium München mit dem Abitur. Im Jahre 1966 saß Wecker wegen Einbruchdiebstahls in einer Pferderennbahn, bei der eine Beute von 30.000 Mark erzielt wurde, im Gefängnis.
Im Jahre 1980 heiratete er die Schauspielerin Carline Seiser, von der er 1988 geschieden wurde. Mitte der 1990er Jahre eskalierte Weckers Drogensucht – nach eigener Aussage konsumierte er von 1994 bis zu seiner Verhaftung am 29. November 1995 täglich bis zu sieben Gramm Freebase/Kokainbase und Kokain und litt an Wahnvorstellungen. Bereits in seinem 1993 erschienenen Roman Uferlos mit erkennbar autobiografischen Zügen thematisierte er dies deutlich. Die folgenden Gerichtsverhandlungen zogen sich über Jahre hin. Im April 2000 wurde er in dritter Instanz zu einem Jahr und acht Monaten Freiheitsstrafe auf Bewährung verurteilt. Sein 1997 vor Nervenärzten in Erlangen gehaltener Vortrag zum Thema Drogensucht erschien zwei Jahre später unter dem Titel Es gibt kein Leben ohne Tod in Buchform.
Am 3. Februar 1996 heiratete Wecker die 27 Jahre jüngere Annik Berlin aus Bassum bei Bremen, die er auf einem seiner Konzerte kennengelernt hatte. In den Jahren 1997 und 1999 wurden die Söhne Valentin und Tamino geboren. Im Juni 2013 gaben Konstantin und Annik Wecker ihre Trennung bekannt, fanden aber bald wieder zusammen.
Im Wintersemester 2007/2008 nahm Wecker an der Julius-Maximilians-Universität Würzburg einen Lehrauftrag an: Im Workshop Songwriting unterrichtete er 2007, 2013 und 2018 in Komposition und Arrangement. Seit dem 13. Juni 2018 ist Wecker Gastprofessor an der Universität Koblenz-Landau (Campus Landau).

## Karriere

### Frühe Jahre und Durchbruch
Ab 1968 machte er sich in der Kleinkunst-Szene einen Namen, war 1971 Gründer und kurzzeitig Mitglied der Soul-Rock-Band Zauberberg und ging mit der deutschen Version von Jesus Christ Superstar auf Tournee. Als Darsteller wirkte er 1972 bis 1974 beim Krankenschwestern-Report und sechs weiteren Sexfilmen mit.
Er wurde als Pianist und Sänger bekannt, überzeugte jedoch auch als Komponist von Filmmusiken (z. B. Schtonk!) und Musicals sowie als Autor (Lyrik und Prosa). Seine manchmal melancholischen, oft auch anklagenden, manchmal vom Blues beeinflussten Lieder erreichen vor allem ein linkes Publikum.

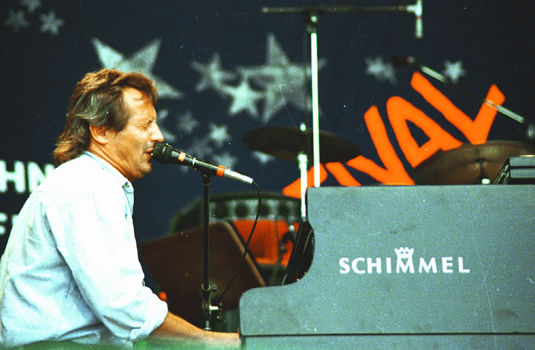
Konstantin Wecker (1986)

Im Jahre 1974 gründete er das Team Musikon, mit dem er bis 1985 seine Platten und Konzerte selbst produzierte. Im Jahre 1980 siedelte er mit den Musikern und Freunden in die Toskana über. 1977 gelang ihm mit dem Album Genug ist nicht genug der Durchbruch. Wecker wurde dafür im selben Jahr mit dem Deutschen Kleinkunstpreis ausgezeichnet. Die auf dieser LP erschienene Ballade an einen von Rechtsradikalen erschlagenen Freund Willy wurde Kult. In einem Interview mit der Allgemeinen Zeitung (Rhein Main Presse) erklärte er 2018, dass der wirkliche Willy noch lebe und sein Fahrer sei. Es handelt sich dabei um seinen Freund und Mitautor seiner Biografie Günter Bauch.
Im Jahre 1979 komponierte und spielte Wecker die Musik für das Album Hagenbuch hat jetzt zugegeben des Kabarettisten Hanns Dieter Hüsch. Nach den ersten Erfolgen als Liedermacher begann Konstantin Wecker, Kokain zu konsumieren. Eine literarische Aufarbeitung dieses Themas findet sich erstmals in den Ketzerbriefen eines Süchtigen (1983).
Er arbeitete mit vielen bekannten deutschen und ausländischen Künstlern zusammen, darunter waren Joan Baez und Mercedes Sosa. Zwischen 1986 und 1993 scharte er eine Band zum Teil aus der deutschen Jazz-Szene um das United Jazz and Rock Ensemble um sich. Darunter waren u. a. Wolfgang Dauner, Charlie Mariano, Johannes Faber, Frank Diez, Stephan Diez, Wolfgang Haffner und Jo Barnikel, aber auch die englischen Musiker Colin Hodgkinson und Pete York. Am 13. Juni 1987 nahm Wecker am Pressefest des SED-Zentralorgans Neues Deutschland in Ost-Berlin vor rund 10.000 Zuhörern teil.

### Seit 2000: Weitere Karriere
Ab dem Jahr 2000 trat Wecker gemeinsam mit Hannes Wader auf. Aus Anlass des sechzigsten Geburtstages Waders 2002 gab es ein Konzert von Konstantin Wecker, Hannes Wader und Reinhard Mey in Bielefeld, bei dem auch Jo Barnikel als Pianist mitwirkte. Veröffentlicht wurde es 2003 auf CD unter Mey, Wader, Wecker – das Konzert. Mehrfach nahm er bei den Songs an einem Sommerabend teil, so 2004, 2011, 2012, 2014 und 2016.
Er komponierte mit Christopher Franke das Musical Ludwig², das am 11. März 2005 in Füssen uraufgeführt wurde, und zuvor das Hundertwasser-Musical (2004). In den letzten Jahren ist er vermehrt solistisch oder mit Jo Barnikel als Begleiter aufgetreten.
In der Festspielsaison 2006 und 2007 war Konstantin Wecker musikalischer Leiter für die Theateraufführungen Faust I und Faust II bei den Bad Hersfelder Festspielen. Er komponierte für diese Stücke die musikalische Begleitung und gab in diesen Jahren jeweils zum Probenbeginn in der Stiftsruine ein Konzert.
Im Jahr 2010 fand unter dem Titel „Kein Ende in Sicht“ eine Deutschlandtournee mit Hannes Wader, Jo Barnikel, Nils Tuxen und Hakim Ludin statt.

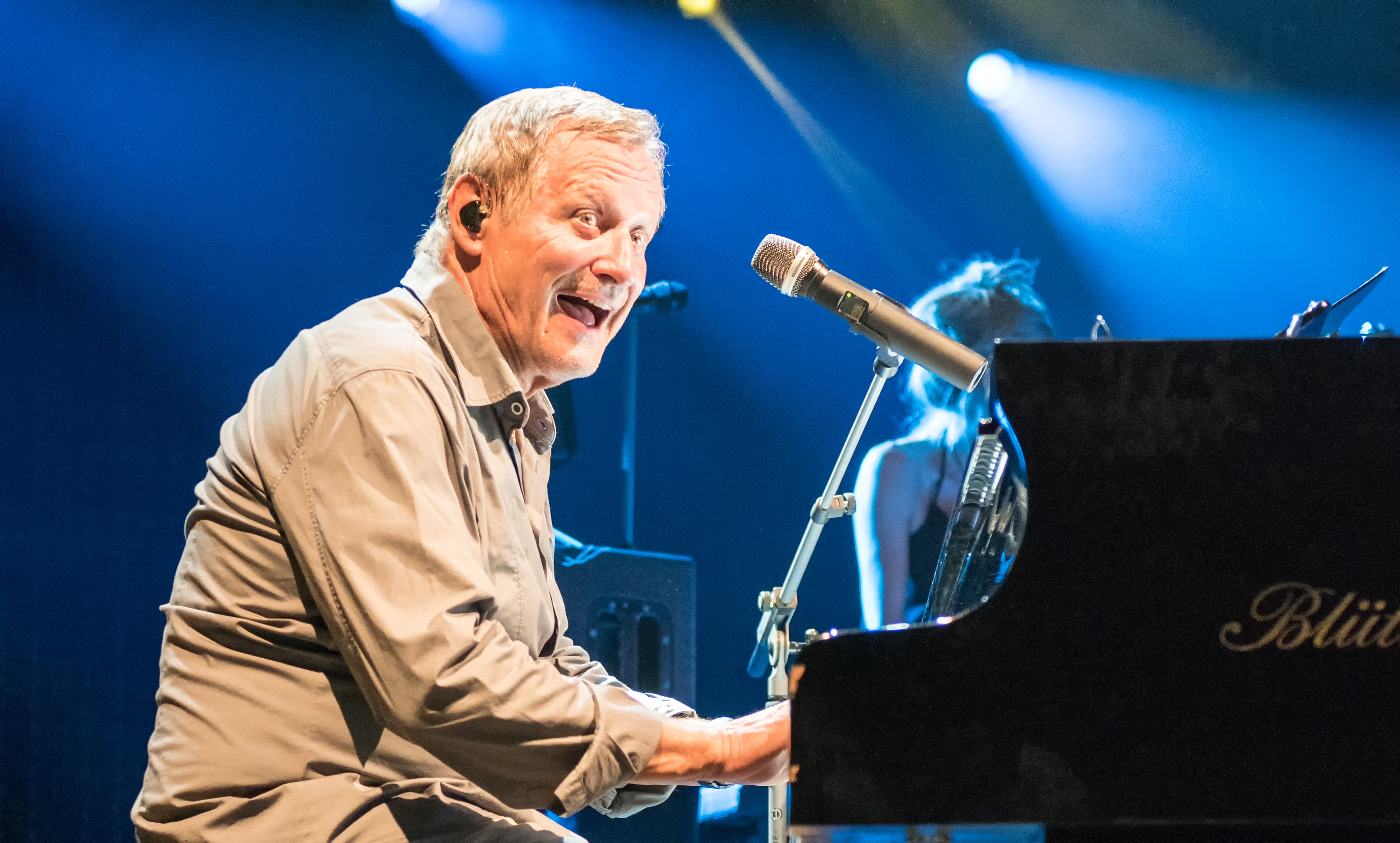
Konstantin Wecker (2015)

Im Jahr 2013 waren Wecker, Dieter Hildebrandt und Georg Schramm Gründer des Formats stoersender.tv. Im gleichen Jahr gründete Wecker das unabhängige Plattenlabel „Sturm & Klang“ mit Sitz in München.
Im November 2013 unternahm Wecker gemeinsam mit der österreichischen Opernsängerin Angelika Kirchschlager die Tournee Liedestoll durch Deutschland und Österreich, bei der seine Lieder und Lieder von Schubert bis Schumann vorgetragen wurden. Im Jahr 2013 übernahm er die Patenschaft für die dritte Staffel einer Straßenmusikercastingshow. Im Rahmen der Sendung daheim + unterwegs des WDR wurden NRWs beliebteste Straßenmusiker gesucht. Die Preisträger Simone Oberstein und Thomas Schlüter gewannen den Wettbewerb und somit einen Auftritt im Rahmen eines Konzerts von Konstantin Wecker.
Von 2017 bis 2018 gehörte er dem Freundeskreis des Online-Magazins Rubikon an. Er beendete sein Engagement und Schreiben für das Magazin, als sich dort Verschwörungstheorien verbreiteten.
Während der Corona-Pandemie streamte er mehrere Konzerte, darunter am 20. Oktober 2020 ein Konzert seines Labels Sturm & Klang, in dem er einige der Künstler des Labels präsentierte, die jeweils ein eigenes und ein Wecker-Lied spielten: Tamara Banez, Arjon Capel, Miriam Hanika, Josef Hien, Erwin R., Sarah Straub, Vivek sowie das Duo Prinzessin & Rebell (Anna Katharina Kränzlein und Florian Kirner). Wecker führte durch das Konzert und trug selbst eigene Lieder vor. Es war das vierte Konzert der Reihe Poesie und Widerstand in stürmischen Zeiten.
Am 31. Mai 2024 veröffentlichte er die CD Der Soundtrack meines Lebens mit einer Auswahl seiner Filmmusiken. Die Premiere fand auf dem Tollwood-Sommerfestival 2023 statt. Zusammen mit Orchester geht er damit auf Tournee.

## Politisches Engagement
Konstantin Wecker engagierte sich in all den Jahren seiner künstlerischen Karriere auch politisch. Er nahm 1982 an der Konzertreihe Künstler für den Frieden teil. In vielen seiner Lieder setzt sich Wecker mit dem politischen Tagesgeschehen auseinander. Seine Ballade Willy behandelt die Konfrontation der 68er-Bewegung mit rechtem Gedankengut.
Im Jahre 1985 trat Wecker beim ersten großen, von Rosa von Praunheim organisierten AIDS-Benefiz in Deutschland im Berliner Tempodrom auf.
Im Januar 2003, zwei Monate vor Beginn des Zweiten Irakkrieges, begab sich Wecker mit einer Gruppe westlicher Künstler in das von dem Diktator Saddam Hussein beherrschte Land, um in Bagdad bei einem vom irakischen Regime politisch instrumentalisierten Solidaritäts-Konzert aufzutreten. Wecker erklärte dazu: „Das ist ein Preis, den man bezahlen muss. Ich weiß nicht, was die irakische Presse publizistisch aus unserem Besuch macht, das ist mir auch egal. Inoffiziell heißt die zentrale Zeitung das ‚Desinformationsblatt‘. Das wissen auch alle und verstehen es, zwischen den Zeilen zu lesen. Und was kann die irakische Regierung schon damit anfangen, wenn sie Konstantin Wecker vereinnahmen will?“
Wecker tritt auf Kundgebungen der Friedensbewegung auf. Mit dem Motto Nazis raus aus dieser Stadt tourte Wecker zusammen mit den Liedermachern Strom & Wasser 2006 durch Ostdeutschland. Für Aufmerksamkeit und Diskussionen sorgten die Absagen der Konzerte in Hoyerswerda und in Halberstadt. Das Konzert in einem Gymnasium in Halberstadt in Sachsen-Anhalt wurde gemäß Presseberichten auf Druck von NPD-Politikern und der Ankündigung von Störaktionen nicht genehmigt. Landrat Henning Rühe erklärte zur Begründung, man wolle nicht riskieren, dass die NPD sich das Recht einklagt, ebenfalls in der Schule Veranstaltungen abhalten zu können. Die NPD begründete die Aktion mit der Gefahr des Wahlkampfes für die Linkspartei.PDS im Vorfeld der Landtagswahlen. Am 17. Juni 2006 gab es schließlich doch ein Freilichtkonzert in Halberstadt (Düsterngraben). Mit dabei waren auch Hannes Wader, Hans-Eckardt Wenzel, Strom & Wasser (Heinz Ratz) und der afghanische Perkussionist Hakim Ludin. In der Folge der Auseinandersetzung kam es auf Antrag der Grünen-Fraktion zu einer Debatte im Bundestag über den Rechtsextremismus in Deutschland. Das Konzert in Hoyerswerda sagte Wecker aus Streit um das Motto des Auftrittes ab. Das vorgeschlagene Thema des Veranstalters Nazis raus aus den Köpfen missfiel Wecker, der bei Nazis raus aus dieser Stadt bleiben wollte.
Wecker ist bisweilen Gast auf dem UZ-Pressefest. Am 16. Juni 2007 trat er auf dem Parteitag der Partei Die Linke auf. Im Jahre 2007 beteiligte er sich an der Initiative Rheinhessen gegen Rechts.
In einem Interview mit der Zeitschrift Graswurzelrevolution im Jahr 2010 bekannte sich Wecker zur „herrschaftsfreien Gesellschaft“: „Ich habe mich immer schon, auch in der 68er Zeit, dem Anarcho-Lager zugehörig gefühlt, weil ich als junger Mann von Henry Miller schwer beeindruckt war.“ Er führt weiter aus: „Wir müssen an unseren Utopien einer herrschaftsfreien und gewaltfreien Gesellschaft festhalten, sie zusammen mit anderen weiterentwickeln.“ Erich Mühsams Gedichte haben ihn seit den 1970er Jahren begleitet und dessen Werke ihn ermutigt, seinen Weg als Anarchist zu gehen. 2016 erhielt Wecker den Erich-Mühsam-Preis für Frieden, Menschenrechte und gegen Fremdenhass.
Wecker wurde von der sächsischen Linksfraktion in die 14. Bundesversammlung zur Wahl des Bundespräsidenten am 30. Juni 2010 entsandt. Er sagte seine Teilnahme jedoch ab.
Trotz des anhaltenden politischen Engagements war Wecker nie Mitglied in einer Partei. In einem Doppel-Interview mit Hannes Wader in der Frankfurter Allgemeinen Sonntagszeitung vom 8. August 2010 äußerte Wecker, eine Partei könne für ihn niemals eine Heimat sein. „Ich war schon immer der Meinung, dass die Chance des Künstlers darin besteht, bunt malen zu dürfen im Gegensatz zum Schwarz-Weiß der Politik. Für mich wäre eine Parteimitgliedschaft daher auch immer eine Einschränkung gewesen.“
Im Vorfeld der Bayerischen Landtagswahl 2013 setzte sich Wecker für einen Regierungswechsel zugunsten der SPD ein.
Im Jahre 2015 unterstützte er eine Erklärung, in der gefordert wurde, die Vereinigung der Verfolgten des Naziregimes – Bund der Antifaschistinnen und Antifaschisten Bayerns aus dem Verfassungsschutzbericht des Freistaats zu streichen. Er unterstützt die Coordination gegen Bayer-Gefahren (CBG). Wecker ist Ehrenmitglied von Ethecon – Stiftung Ethik und Ökonomie.
Im April 2022 gehörte Wecker zu den Unterzeichnern eines offenen Briefes, in dem Bundeskanzler Olaf Scholz aufgefordert wurde, im Zuge des russischen Überfalls auf die Ukraine der Ukraine keine schweren Waffen zu liefern. Darüber hinaus müsse die Regierung in Kiew abwägen, ob sie den militärischen Widerstand beende. Wecker gab an, trotz des russischen Angriffskrieges Pazifist zu bleiben und die veränderten Positionen der Grünen als „furchtbar“ zu empfinden. Wirtschaftsminister Robert Habeck habe bei dem Versuch, in Katar Ersatz für russische Gaslieferungen zu finden, einen „Kniefall“ gemacht, ohne zu fragen, wie „putinesk“ auch solche Länder seien. Er glaube, diese Wandlung habe bei Habeck (und auch bei Annalena Baerbock) mit einer „schrecklichen Verbundenheit mit Macht zu tun“.
Im Juni 2023 formulierte Wecker einen Aufruf zur Solidarität mit der Letzten Generation. Darin bezeichnete er die im Vormonat bei Aktivisten durchgeführten Hausdurchsuchungen als „Terrorrazzia“ und beschrieb sie als Phänomen für ein politisches System, dessen Vertreter „keine Lösungen für die drängenden Fragen der Menschheit“ mehr hätten.
Zur Bundestagswahl 2025 rief Wecker zur Wahl der Partei Die Linke auf.
Er ist langjähriges Mitglied im Paul Klinger Künstlersozialwerk e. V., das sich für Künstlerinnen und Künstler aller Gewerke einsetzt.

## Werke

### Diskografie

#### Studioalben
- 1973: Die sadopoetischen Gesänge des Konstantin Amadeus Wecker
- 1974: Ich lebe immer am Strand
- 1976: Weckerleuchten
- 1977: Genug ist nicht genug
- 1978: Eine ganze Menge Leben
- 1981: Liebesflug
- 1982: Das macht mir Mut
- 1982: Wecker
- 1984: Inwendig Warm
- 1986: Wieder dahoam
- 1988: Ganz schön Wecker
- 1989: Stilles Glück, trautes Heim
- 1993: Uferlos
- 1994: Wenn Du fort bist
- 1996: Gamsig
- 1998: Brecht
- 2001: Vaterland
- 2005: Am Flussufer
- 2006: Ich gestatte mir Revolte
- 2008: Gut’n Morgen Herr Fischer – eine bairische Anmutung
- 2011: Wut und Zärtlichkeit
- 2015: Ohne Warum
- 2017: Poesie und Widerstand
- 2018: Sage Nein! Antifaschistische Lieder 1978 bis heute
- 2020: Poesie in stürmischen Zeiten
- 2021: UTOPIA

#### Livealben
- 1975: Ich singe weil ich ein Lied hab’ – Live im Onkel Pö
- 1979: live (in Hamburg)
- 1981: Live in München
- 1983: Im Namen des Wahnsinns Live ’83
- 1986: Jetzt eine Insel finden – Live
- 1987: Live (in Wien und Graz)
- 1990: Konzert ’90
- 1994: Uferlos in Salzburg Live
- 1998: Live ’98
- 2002: Vaterland live 01/02
- 2005: Am Flußufer, Live in München
- 2008: Zugaben – Live
- 2011: Stürmische Zeiten, mein Schatz (live)
- 2012: Wut und Zärtlichkeit (Live)
- 2016: Ohne Warum – live
- 2019: Weltenbrand (mit der Bayerischen Philharmonie & Mark Mast)
- 2020: Jeder Augenblick ist ewig
- 2022: UTOPIA live
- 2024: Der Soundtrack meines Lebens (Auswahl seiner Filmmusiken)
- 2025: Lieder meines Lebens

#### Sampler/Kompilationen
- 1978: Liederbuch
- 1991: Classics
- 1993: So bleibt vieles ungeschrieben
- 1993: Zeitlos – Das Beste von Konstantin Wecker

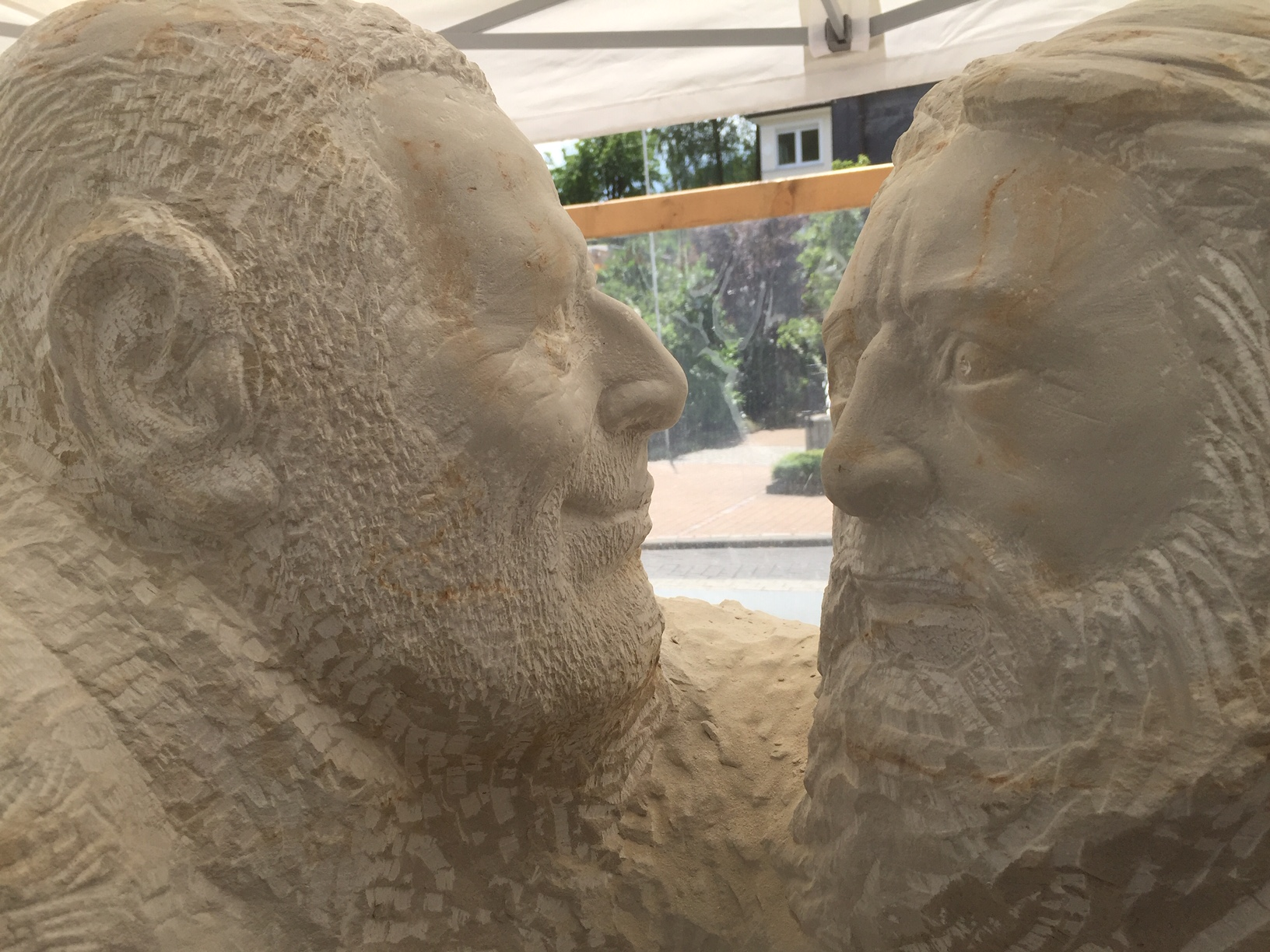
Wecker mit dem Künstler Gautam, Skulptur vor dem Rathaus in Kirchhundem im Sauerland

- 1997: Das pralle Leben
- 1999: Liebeslieder
- 2006: Politische Lieder

#### Mit anderen Künstlern
- Gemeinsame Produktion mit Bettina Wegner ihrer 1985 erschienenen LP Heimweh nach Heimat
- Questa nuova realtà, 1993 (Single mit Pippo Pollina)
- Mir san die Löwen, 1994 (Single mit TSV 1860 München & Mario Jordan)
- Wecker, Wader – Was für eine Nacht, 2001 (Live-CD, mit Hannes Wader)
- Mey, Wader, Wecker – Das Konzert, 2003 (Live 2 CDs, mit Reinhard Mey und Hannes Wader)
- Sage nein zu Antisemitismus, 2005 (CD mit Avitall Gerstetter, zur Unterstützung von Hagalil)
- Kein Ende in Sicht, 16. Juli 2010 (Live-CD mit Hannes Wader, zur gleichnamigen Sommertour 2010)
- Franz Josef Degenhardt – Freunde feiern sein Werk, 2012 (Live 2 CDs, mit Max Prosa, Barbara Thalheim, Wiglaf Droste, Götz Widmann, Dota, Goetz Steeger, Kai Degenhardt, Frank Viehweg, Joana, Daniel Kahn, Prinz Chaos II., Jan Degenhardt, Hannes Wader und Gisela May)

### Auftritte, Konzerte und Tourneen (Auswahl)
- 1968: Erste Soloauftritte in der Kleinkunstszene
- 1973: Erste Auftritte in der Münchner Lach- und Schießgesellschaft
- 1976: Erste Deutschlandtournee
- 1978: Große Deutschlandtournee
- 1979: Tournee in Deutschland und Österreich
- 1980: Konzerte in Holland und Skandinavien
- 1981: Große Deutschland- und Österreichtournee
- 1982: Mitwirkung bei der Konzertreihe Künstler für den Frieden
- 1983: Große Deutschland- und Österreichtournee
- 1983: Konzerte mit Joan Baez und Bettina Wegner
- 1984: Schweiz-Tournee Lieder und Lyrik
- 1985: Erstes Konzert in der DDR (Benzer Kirche, Usedom)
- 1985/1986: Solo-Tournee
- 1987: Große Tournee Konstantin Wecker & Die Band
- 1988: Tournee 3 Stimmen mit Joan Baez, Mercedes Sosa, der Band und dem Modern String Quartett
- 1988: Tournee mit dem Modern String Quartett
- 1989: Solo-Tournee (Deutschland, Österreich, Schweiz)
- 1989: Konzerte in Istanbul und Ankara
- 1989: Konzert zur 200-Jahr-Feier des Englischen Gartens in München mit ca. 150.000 Zuschauern
- 1990: Große Tournee (selbst veranstaltet) mit der Band durch Deutschland, Österreich, Norditalien und die Schweiz
- 1990: Konzerte mit Wolfgang Dauner, u. a. in Bolivien, Peru und Mexiko.
- 1991: Duo-Tournee mit Wolfgang Dauner
- 1991: Tournee Classics mit dem Münchner Rundfunkorchester (Leitung: Peter Herbolzheimer)
- 1992: Tournee 20 Jahre Wecker, solo und mit Wolfgang Dauner und Charlie Mariano
- 1993: Große Tournee mit Band
- 1993: Duo-Tournee mit Keyboarder Jo Barnikel
- 1994: Trio-Tournee mit Jo Barnikel und Norbert Nagel
- 1994/1995: Tournee des Konstantin Wecker Quartetts (mit Jo Barnikel, Norbert Nagel und Stephan Wildfeuer), u. a. im Leipziger Gewandhaus, im Großen Festspielhaus Salzburg und in der Wiener Staatsoper
- 1996: Tournee mit 17-köpfigem Chor aus Kamerun Les Voies d’Espérance de Douala
- 1996/1997: Solo-Tournee Leben in Liedern
- 1998: Lesereise Schmerzvoll lebendig
- 1998: Tournee Brecht und eigene Lieder mit neuer Band
- 1999/2000: Tournee mit dem Gitarrenduo Paradoz
- 2000: Sommerkonzerte mit Hannes Wader und Jo Barnikel
- 2001: Tournee mit Jo Barnikel und Jens Fischer, teilweise auch mit Gerd Baumann
- 2001: Sommertournee mit Hannes Wader und Jo Barnikel
- 2001/2002: Große Vaterland-Deutschlandtournee im Herbst mit Gerd Baumann, Jens Fischer, Sven Faller und Jo Barnikel in Deutschland, Österreich und der Schweiz.
- 2002: Konzert mit Johannes Faber und Jo Barnikel im Staatstheater am Gärtnerplatz (München)
- 2002: Konzert mit Hannes Wader, Reinhard Mey und Jo Barnikel in Bielefeld zum 60. Geburtstag von Hannes Wader
- 2002: Duo-Tournee mit Jo Barnikel (Deutschland, Schweiz und Österreich)
- 2003: Konzerte in Bagdad und Ankara
- 2003: Benefizauftritte und -konzerte gegen den Krieg, u. a. gemeinsam mit Eugen Drewermann
- 2003: Auftritt vor 500.000 Menschen am 15. Februar bei der Friedensdemonstration in Berlin
- 2003: Konzert Stationen am 2. April mit vielen Mitmusikern von einst und jetzt in der Philharmonie am Gasteig, München
- 2003: Solotournee im Frühjahr und Herbst (Deutschland und Österreich)
- 2003: Sommertournee mit Hannes Wader und Jo Barnikel durch Deutschland.
- 2004: Tournee Stationen mit Jo Barnikel und Norbert Nagel sowie solo
- 2004: Lesetournee Der Klang der ungespielten Töne
- 2004/2005: Tournee Ich gestatte mir Revolte mit Ulrich Meining und Damian Zydek
- 2005/2006/2007: Tournee Am Flussufer mit Norbert Nagel, Jo Barnikel und Hakim Ludin in Deutschland, Österreich, Luxembourg, Südtirol und der Schweiz.
- 2006: Tournee WeckErlebnisse mit den Münchner Symphonikern (Leitung Manfred Knaak)
- 2007: Tournee Una nuova realtà mit Pippo Pollina (Deutschland, Österreich, Schweiz)
- 2009/2010: Tournee Leben im Leben mit Jo Barnikel und mit Band
- 2009/2010: Tournee Stürmische Zeiten mit Jo Barnikel und dem Spring String Quartet
- 2010/2011: Tournee Kein Ende in Sicht mit Hannes Wader, Jo Barnikel, Nils Tuxen und Hakim Ludin in Deutschland und Österreich
- 2011/2012/2013: Tournee Wut und Zärtlichkeit in Deutschland, Österreich, Luxembourg, Italien, Liechtenstein und der Schweiz
- 2013/2014: Solokonzerte Jeder Augenblick ist ewig in Deutschland, Österreich und der Schweiz
- 2013: Tournee Liedestoll mit Angelika Kirchschlager, Jo Barnikel, Sebastian Trimolt und Spring String Quartet in Deutschland, Österreich und der Schweiz
- 2014/2015: Tournee 40 Jahre Wahnsinn mit Band
- 2015: Tournee Ohne Warum
- 2015: Auftritt mit Theologin Margot Käßmann beim Stuttgarter Kirchentag
- 2016: Konzert im Haus für Mozart
- 2016: Mauthausen-Kantate
- 2016: Tournee Revolution mit Band (Jo Barnikel, Wolfgang Gleixner, Jens Fischer und Fany Kammerlander)
- 2017/2018: Tournee Poesie und Widerstand Jubiläumstournee zum 70. Geburtstag mit Band (Jo Barnikel, Wolfgang Gleixner, Jens Fischer, Marcus Wall und Fany Kammerlander)
- 2018: Der Klang der ungespielten Töne Literarisch-musikalischer Abend, Uraufführung 26. Januar im Staatstheater am Gärtnerplatz, München

### Musicals
- Frauenpower, Uraufführung 1. Juli 1973
- Terror, Uraufführung 16. Juni 1974, Münchner Crash
- Viva Italia, Uraufführung 2. Februar 1975, Münchner Crash
- Der aufhaltsame Aufstieg des Arturo Ui, Uraufführung 28. April 1983, Städtische Bühnen Bonn
- Faust. Der Tragödie erster Teil, Uraufführung 18. Oktober 1985, Schauspiel Bremen
- Casanova (Ballett), Uraufführung 9. April 1986, Stadttheater Aachen
- Die Jungfrau von Orleans, Uraufführung 4. September 1988, Volkstheater Wien
- Das Liebeskonzil, Uraufführung 31. Dezember 1988, Schillertheater Berlin
- Die Räuber, Uraufführung 6. Dezember 1991, Schauspielhaus Köln
- Dakota Pink, Uraufführung 22. Mai 1998, Theater Pfütze in den Nürnberger Kammerspielen
- Es lebte ein Kind auf den Bäumen, Uraufführung 13. April 1999 (Orchesterfassung: 7. November 2000, Rhein-Mosel-Halle, Koblenz), Literaturhaus München
- Jim Knopf und Lukas der Lokomotivführer, Uraufführung 1. Juli 1999, Sommertheater im Schlossgarten Cuxhaven
- Jim Knopf und die Wilde 13, Uraufführung 29. Juni 2000, Sommertheater im Schlossgarten Cuxhaven
- Minna Musical, Uraufführung 2. Dezember 2000, Stadttheater Heilbronn
- Schwejk It Easy, Uraufführung 19. Mai 2001, Theater des Westens Berlin
- Pettersson und Findus, Uraufführung 28. Juni 2001, Sommertheater im Schlossgarten Cuxhaven
- Tamino Pinguin, Uraufführung 5. Juli 2001, Sommertheater im Schlossgarten Cuxhaven
- Take It Easy – S.C.H.W.E.J.K.! (Musical-Neufassung), Uraufführung 20. Oktober 2001, Deutsches Theater München
- Das Dschungelbuch Musical, Uraufführung 27. Juli 2002, Sommertheater im Schlossgarten Cuxhaven
- Pinocchio. Das Musical, Uraufführung 1. August 2003, Sommertheater Hapag-Hallen Cuxhaven
- Hundertwasser. Das Musical, Uraufführung 30. Juli 2004, Theater an der Ilmenau Uelzen
- Ludwig². Das Musical, Uraufführung 10. März 2005, Festspielhaus Neuschwanstein (Füssen)
- Quo Vadis. Musical, Uraufführung 16. Juni 2005, Amphitheater Trier (Antikenfestspiele)
- Jan mit den Flügeln, Uraufführung 22. Juni 2006, Theater des Kindes, Linz
- Till Eulenspiegel, Uraufführung 8. November 2006, Grazer Oper
- Faust. Der Tragödie zweiter Teil, Uraufführung 9. Juni 2007, Bad Hersfelder Festspiele (Stiftsruine)
- Rabenmutter und Kuckuckskind, Uraufführung 15. September 2007, Kinderklangwolke Donaupark Linz
- Der kleine Lord, Uraufführung 5. Dezember 2007, Deutsches Theater München
- Peter Pan, Uraufführung 6. Mai 2008 (Fassung mit Orchester: 26. Juni 2010, Theater Dortmund), Schmidt Theater Hamburg
- Das große Geheimnis der Brüder Grimm, Uraufführung 17. Dezember 2008, Jahrhunderthalle Frankfurt (Main)
- Paulas Reisen, Uraufführung 26. März 2009, Prinzregententheater München
- Happy Birthday Jim Knopf, Uraufführung 25. Juli 2009, Deutsches Schauspielhaus Hamburg
- Die Kinder im Spiegel, Uraufführung 12. September 2009, Kinderklangwolke Donaupark Linz
- Jugend ohne Gott, Uraufführung 26. November 2009, Theater in der Josefstadt, Wien
- Alexis Sorbas, Uraufführung am 26. Juni 2010, Theater im Turm (Ingolstadt)
- Der Traum von Freiheit: Tjede – Heldin des Nordens, Uraufführung 15. Juli 2010, Sommertheater Cuxhaven
- König Badeschwamm, zusammen mit Peter Blaikner, Uraufführung 7. November 2010, Salzburger Landestheater
- Wachgeküsst – Das Dornröschen Musical, Uraufführung 6. Mai 2011, Komödie Winterhuder Fährhaus, Hamburg
- Aufstand! – Die wahre Geschichte der Sendlinger Mordweihnacht von 1705, Uraufführung 6. Oktober 2012, Kulturzelt Geretsried
- Feng Shui – Balance des Lebens – Musik für den Chinesischen Nationalcirkus, Uraufführung 14. Dezember 2012, Europapark – Dome Rust
- Flucht – Musiktheater über Aufbruch und Neubeginn, Uraufführung 14. Oktober 2014, Kulturzelt Geretsried
- Oliver Twist – Das Familienmusical, zusammen mit Christian Berg, Uraufführung 22. August 2015, Harburger Theater

### Filmografie
- Mein ganzes Herz ist voll Musik, BR Deutschland 1959, Musikfilm (Mitwirkung und Soloauftritt im Rudolf Lamy Kinderchor)
- Die Autozentauren, BR Deutschland 1972, Fernsehfilm (Darsteller)
- Hochzeitsnacht-Report, 1972
- Krankenschwestern-Report, BR Deutschland 1972, 81 min., Sexfilm, (Ein Patient, mit Elisabeth Volkmann und Ingrid Steeger)
- Liebe in drei Dimensionen, BR Deutschland 1973, 93 min., Sexfilm, (Rudi)
- Der Ostfriesen-Report: O mei, haben die Ostfriesen Riesen, BR Deutschland, 1973, 80 min., Komödie/Sexfilm (Hinnerk)
- Unterm Dirndl wird gejodelt, BR Deutschland 1973, Sexfilm (Florian)
- Geilermanns Töchter – Wenn Mädchen mündig werden, BR Deutschland 1973, Sexfilm (Stefan)
- Liebesmarkt – Matratzen-Horchdienst, BR Deutschland 1973, Sexfilm (Tom)
- Beim Jodeln juckt die Lederhose, BR Deutschland 1974, Sexfilm (Sepp)
- 1982: Gutenbach, BR Deutschland 1978, 103 min., Filmmusik
- Schwestern oder Die Balance des Glücks, BR Deutschland 1979, 95 min., Frauenfilm/Drama (Robert Edelschneider)
- Die weiße Rose, BR Deutschland, 1982, 123 min., Politthriller/Biografie
- Peppermint Frieden, BR Deutschland 1983, 112 min., Drama/(Schreiner Lustig)
- Sag nein, BR Deutschland 1983, 98 min., Dokumentarfilm (Konzertausschnitt)
- Ende der Freiheit, BR Deutschland 1983, 85 min., Dokumentarfilm (Konzertausschnitt)
- Is’ was, Kanzler!?!, BR Deutschland 1984, 92 min., Komödie (Straßenmusikant)
- Atemnot, Österreich 1983/84, 95 min., Drama (Konzertauftritt mit Sigi Maron und Konstantin)
- Martha Dubronski, Schweiz 1984, 96 min., Literaturverfilmung/Drama (Fleischhauer)
- Stinkwut, BR Deutschland 1986, TV-Spiel (Sänger Titellied mit Zither)
- Kir Royal, BR Deutschland 1986, Fernsehserie (Studiomusiker, 6. Folge)
- Spaltprozesse, BR Deutschland 1987, Dokumentarfilm (Konzertausschnitt mit Konstantin Wecker)
- Dreifacher Rittberger, BR Deutschland 1987, TV-Comedyserie (Klavierträger, 4. Folge)
- Der Geisterwald – Blutbuche und Rabenrache, Deutschland 1988, Fernsehserie (Rabe)
- Deutsche Redensarten und ihr Ursprung – Jemandem einen Korb geben, Deutschland 1989, TV-Kurzfilm (Spielmann)
- Die Republikaner, Deutschland 1990, Dokumentarfilm (Konzertausschnitt)
- Tatort (Fernsehserie) – Blue Lady, Deutschland 1990 (Rainer Seifert)
- Go Trabi Go, Deutschland, 1991, Filmkomödie (Playboy)
- Ein Mann für jede Tonart, Deutschland 1992, 92 min., Komödie (Barpianist)
- Lilien in der Bank, Deutschland 1992, 104 min. (Turnlehrer)
- Das Babylon Komplott, Österreich 1993, Fernsehfilm (Thomas)
- 1945, Österreich 1994, Fernsehfilm (Bauer Mühlberger)
- Ärzte: Dr. Schwarz und Dr. Martin, Deutschland 1994/1996, Fernsehreihe in 8 Folgen (Franzl Unterrainer)
- Für mich soll’s rote Rosen regnen, Deutschland 1995, Dokumentation über Hildegard Knef (Gesprächsausschnitt mit K. Wecker)
- Kriminaltango, Deutschland 1995, TV-Krimiserie (Mischa König, Folge 6 Münchner Freiheit)
- SOKO 5113: Tommy, Deutschland 1999, Folge aus der TV-Krimireihe (Manfred Brunnhorst)
- Mit fünfzig küssen Männer anders, Deutschland 1999, Fernsehfilm (Bildhauer Gerd)
- Dunkle Tage, Deutschland 1999, Fernsehfilm (Herr Rinser)
- Ein lasterhaftes Pärchen, Deutschland 2000, Fernsehfilm (Frank)
- Alles mit Besteck, Deutschland 2001, Kurzfilm (Pianist)
- Edelweiß, Österreich 2000 (Paul Richter)
- In der Mitte eines Lebens, Deutschland 2003, TV-Dreiteiler (Tom Hochreiter)
- Wecker im Jahr 2004 als Vinzenz Gschwandtner im Fernseh-Zweiteiler „Appolonia“Apollonia, Deutschland 2005, TV-Zweiteiler (Müller Vinz)
- Mozart – Ich hätte München Ehre gemacht, Deutschland 2006, Fernsehfilm, Regie: Bernd Fischerauer
- Wer früher stirbt ist länger tot, Deutschland 2006, Spielfilm, Regie: Marcus H. Rosenmüller (Vampir im Zug)
- Gipfelsturm, Deutschland 2007, TV-Film (Nebenrolle und Musik)
- Einmal Toskana und zurück, Deutschland 2007, TV-Film (Nikolaus Schweiger)
- Tatort: Bittere Trauben, Deutschland 2009 (Ludwig Kappl)
- Klarer Fall für Bär, Deutschland 2010, Fernsehfilm
- Die Trödelqueen – Gelegenheit macht Liebe, Deutschland 2011, Fernsehfilm
- Das große Comeback, Deutschland 2011, Fernsehfilm
- Wunderkinder, Deutschland 2011, Filmdrama (SS-Standartenführer Schwartow)
- Klarer Fall für Bär – Gefährlicher Freundschaftsdienst, Deutschland 2011, Fernsehfilm
- Der Alte – Königskinder Folge 366, 2012
- Hanni & Nanni 3, Deutschland 2013
- Die Hochzeit meiner Schwester, Deutschland 2014
- Der AlteDie heilige Maria, Deutschland 2014, Fernsehserie
- Weißt du noch, Deutschland 2023
- Hundswut, Deutschland 2024

### Filmmusiken
- 1982: Gutenbach, BR Deutschland 1978, Fernsehfilm, Regie: Michael Verhoeven
- Schwestern oder Die Balance des Glücks, BR Deutschland 1979, 95 min., Frauenfilm/Drama, Regie: Margarethe von Trotta
- Oh, dieser Vater!, BR Deutschland 1981, Fernsehserie, Musik zur 2. Staffel
- Die weiße Rose, Deutschland 1982, 123 min., Politthriller/Biografie, Regie: Michael Verhoeven
- Peppermint Frieden, BR Deutschland, 1982, 110 min., Drama/Jugendfilm, Regie: Marianne Rosenbaum
- Atemnot, Österreich 1983/1984, 95 min., Drama, Regie: Käthe Kratz
- Martha Dubronski, Schweiz 1984, 96 min., Literaturverfilmung/Drama, Regie: Beat Kuert
- Der Havarist, BR Deutschland 1984, Literaturverfilmung, Regie: Wolf-Eckart Bühler
- Tödlich – gilt nicht!, BR Deutschland 1985, TV-Spiel, Regie: Marianne Rosenbaum und Gerard Samaan
- Stinkwut, BR Deutschland 1986, TV-Spiel, Regie: Michael Verhoeven
- Kir Royal, BR Deutschland 1986, Fernsehserie, Regie: Helmut Dietl
- Dreifacher Rittberger, BR Deutschland 1987, TV-Comedyserie, Regie: Bernd Schroeder
- Didi – Der Experte, BR Deutschland 1987, 93 min., Komödie, Regie: Reinhard Schwabenitzky
- Der Geisterwald – Blutbuche und Rabenrache, Deutschland 1988, Fernsehserie, Regie: Gerard Samaan
- Sonntagskind oder Der Umstände halber, Deutschland 1988, Fernsehfilm, Regie: Marianne Rosenbaum
- Der Bierkönig, Deutschland 1990, Fernsehfilm, Regie: Tom Toelle
- Tatort – Blue Lady, Deutschland 1990, Titellied „You just can’t buy love“, Regie: Hans-Christoph Blumenberg
- Hausmänner, Deutschland 1991, Fernsehfilm, Regie: Peter Timm
- Schtonk!, Deutschland 1991, 115 min., Komödie, Regie: Helmut Dietl
- Ein Mann für jede Tonart, Deutschland, 1992, 92 min., Komödie, Regie: Peter Timm
- Lilien in der Bank, Deutschland, 1992, 104 min., Regie: Marianne Rosenbaum
- Das Babylon Komplott, Österreich 1993, Fernsehfilm, Regie: Peter Patzak
- 1945, Österreich 1994, Fernsehfilm, Regie: Peter Patzak
- Tödliche Besessenheit, Deutschland, 1994, Fernsehfilm, Regie: Peter Patzak
- Ärzte: Dr. Schwarz und Dr. Martin, Deutschland, 1994/1996, Fernsehreihe in 8 Folgen, Regie: Xaver Schwarzenberger (1 und 2)/Bernd Fischerauer (3 bis 8)
- Kriminaltango, Deutschland 1995, TV-Krimiserie, Titelmusik
- Die Spur der roten Fässer, Deutschland 1996, 91 min., Literaturverfilmung/Kinderfilm, Regie: Kai Wessel
- Mit fünfzig küssen Männer anders, Deutschland 1999, Fernsehfilm Regie: Margarethe von Trotta
- Latin Lover, Deutschland 1999, Regie: Oskar Roehler
- Ein lasterhaftes Pärchen, Deutschland 2000, Fernsehfilm Regie: Wolf Gremm
- Vater und Tochter, Deutschland, 2000, Kurzfilm
- Alles mit Besteck, Deutschland 2001, Kurzfilm
- In der Mitte eines Lebens (Musik zusammen mit Rudi Spring), Deutschland 2003, TV-Dreiteiler, Regie: Bernd Fischerauer
- Im Namen des Herrn, Deutschland 2003, TV-Zweiteiler, Regie: Bernd Fischerauer
- Apollonia, Deutschland 2005, TV-Zweiteiler, Regie: Bernd Fischerauer
- Das Zimmer im Spiegel, Deutschland 2007, Spielfilm, Regie: Rudi Gaul
- Alles was recht ist, Deutschland 2007
- Liesl Karlstadt und Karl Valentin, Deutschland 2008, Regie: Jo Baier
- Ob ihr wollt oder nicht, Deutschland 2009, Regie: Ben Verbong
- Lippels Traum, Deutschland 2009
- Water Makes Money, Deutschland/Frankreich 2010, Regie: Leslie Franke und Herdolor Lorenz
- Salto Vitale, Deutschland 2011, Fernsehfilm
- Hundswut, Deutschland 2024, Kinofilm

### Bücher

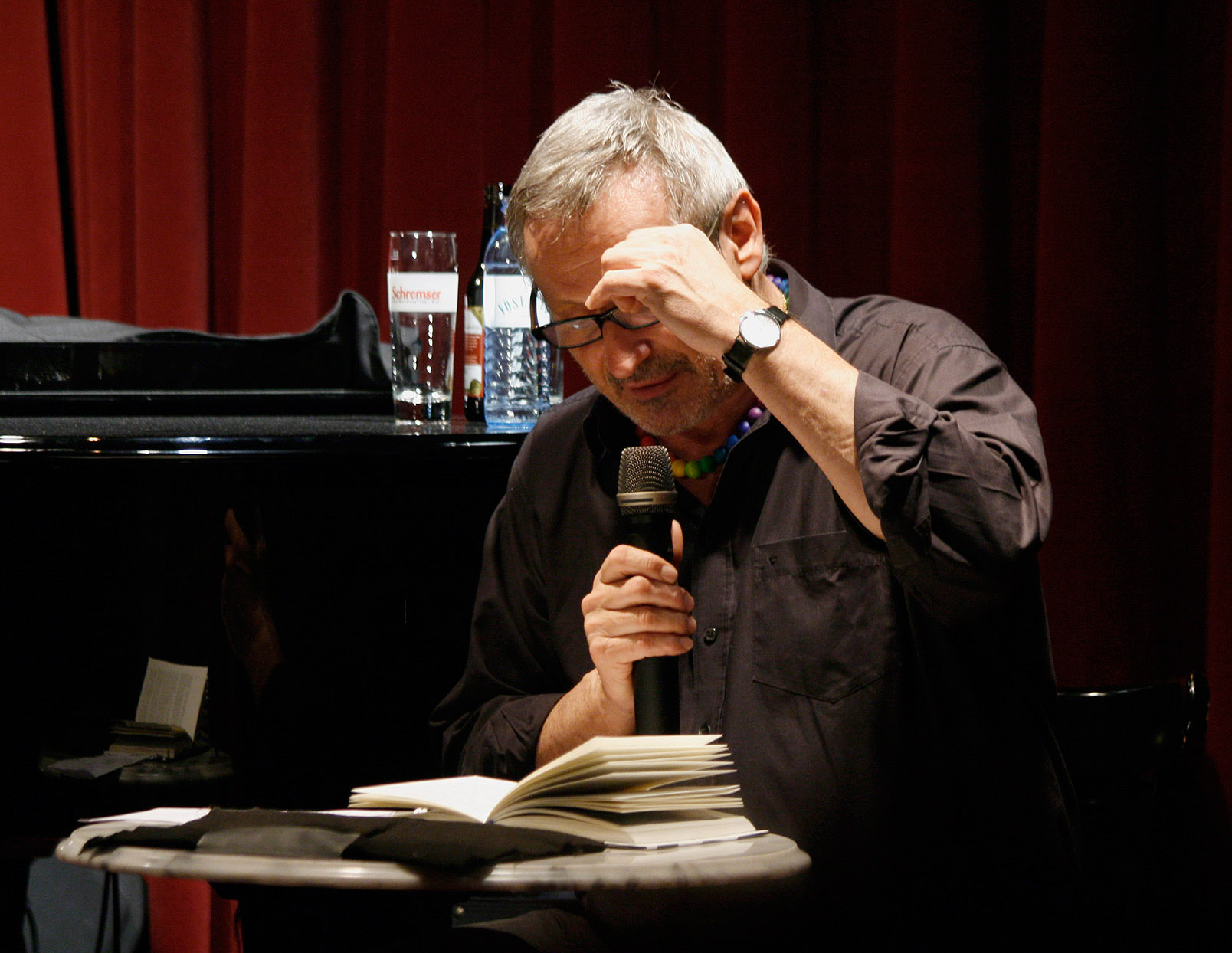
Lesung (2009)

- Man muss den Flüssen trauen. Unordentliche Elegien, 1981, ISBN 3-431-02252-9.
- Ich will noch eine ganze Menge Leben, 1981, ISBN 3-499-14797-1.
- Und die Seele nach außen kehren/Uns ist kein Einzelnes bestimmt. Ketzerbriefe eines Süchtigen/Neun Elegien. 1983, ISBN 3-431-02408-4.
- Im Namen des Wahnsinns, 1984, ISBN 3-431-02595-1.
- Lieder und Gedichte, 1985, ISBN 3-431-02345-2.
- Jetzt eine Insel finden. Vorläufige Gedichte und Lieder, 1986, ISBN 3-431-02834-9.
- Wieder dahoam. Wo München mir gehört, 1987, ISBN 3-89102-211-5.
- Das macht mir Mut, 1989, ISBN 3-89487-071-0.
- Stilles Glück, trautes Heim, 1990, ISBN 3-431-03089-0.
- Sage nein!, 1993, ISBN 3-462-02260-1.
- Uferlos, 1993, ISBN 3-426-60202-4.
- Schmerzvoll lebendig, 1998, ISBN 3-462-02689-5.
- Liebeslieder, 1999, ISBN 3-629-00798-8.
- Es gibt kein Leben ohne Tod, 1999, ISBN 3-462-02817-0.
- Politisch nicht correct, 2001, ISBN 3-88808-270-6.
- Ich singe, weil ich ein Lied hab, 2003, ISBN 3-88808-730-9.
- Tobe, zürne, misch Dich ein!, 2003, ISBN 3-359-01478-2.
- Schon Schweigen ist Betrug, 2004, ISBN 3-930378-00-0.
- Der Klang der ungespielten Töne, 2004, ISBN 3-550-08466-8.
- Die Kunst des Scheiterns, 2007, ISBN 978-3-492-04967-2.
- Stürmische Zeiten mein Schatz: Die schönsten deutschen Liebesgedichte, ISBN 3-492-05257-6.
- Christa Spannbauer (Hrsg.), Konstantin Wecker, Bernard Glassman: Es geht ums Tun und nicht ums Siegen. Engagement zwischen Wut und Zärtlichkeit. München: Kösel-Verlag, 2011, ISBN 978-3-466-30919-1.
- Jeder Augenblick ist ewig. Die Gedichte. dtv, München 2012 ISBN 978-3-423-14153-6.
- (mit Florian Kirner alias Prinz Chaos II.): Aufruf zur Revolte, Gütersloher Verlagshaus, Gütersloh 2013, ISBN 978-3-641-13472-3.
- Mönch und Krieger. Auf der Suche nach einer Welt, die es noch nicht gibt. Gütersloher Verlagshaus, Gütersloh 2014. ISBN 978-3-579-07066-7.
- Bomben, die nie geworfen wurden. Glosse in Fledermausland. Diverse Wahrheiten über Wasserstände, Paranoia, Journalismus und Hunter S. Thompson. Gonzoverlag, 2015. ISBN 978-3-944564-09-8.
- (mit Margot Käßmann): Entrüstet euch! Warum Pazifismus für uns das Gebot der Stunde bleibt, Gütersloher Verlagshaus 2015, ISBN 978-3-579-07091-9.
- Das ganze schrecklich schöne Leben, (mit Günter Bauch und Roland Rottenfußer), Gütersloh: Gütersloher Verlagshaus 2017, ISBN 978-3-579-08644-6.
- Auf der Suche nach dem Wunderbaren, Gütersloher Verlagshaus, Gütersloh 2018, ISBN 978-3-579-08726-9.
- Poesie und Widerstand in stürmischen Zeiten, (Mitarbeit: Michael Backmund), Kösel-Verlag, München 2021, ISBN 978-3-466-37278-2.
- Wir werden weiter träumen. Poesie für eine bessere Welt, bene!, München 2023, ISBN 978-3-96340-283-8

### Hörbuch
- Schattenwürfe, München 2017, Zwölf moralische Überlegungen, mit Herbert Rosendorfer EAN: 4042564180145

## Auszeichnungen

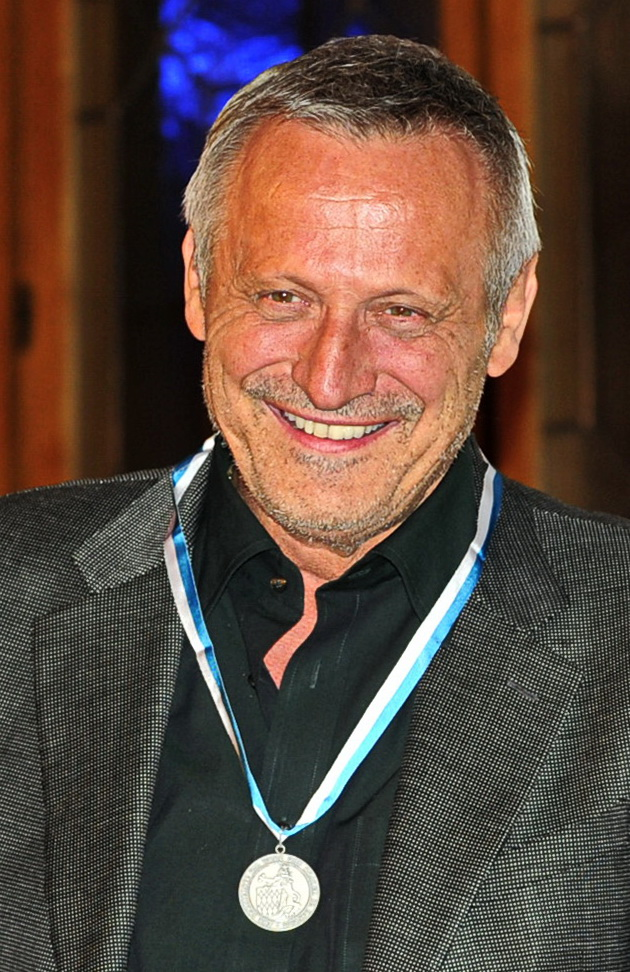
Konstantin Wecker Bayerischer Poetentaler (2009)

- 1977: Deutscher Kleinkunstpreis in der Sparte Chanson/Musik/Lied
- 1979: Ernst-Hoferichter-Preis
- 1995: Kurt-Tucholsky-Preis
- 2005: Sigi-Sommer-Taler[38]
- 2006: Ruth des TFF.Rudolstadt.
- 2007: Erich-Fromm-Preis zusammen mit Eugen Drewermann
- 2009: Goldener Rathausmann (Wien)[39]
- 2009: Bayerischer Poetentaler der Münchner Turmschreiber
- 2010: Bayerischer Filmpreis 2009, Beste Filmmusik für Lippels Traum
- 2010: Krenkl-Preis der SPD München-Süd
- 2010: Schwabinger Kunstpreis (Ehrenpreis)
- 2012: Sonderpreis des Prix Pantheon in der Sparte „Reif und Bekloppt“
- 2013: Bayerischer Kabarettpreis (Ehrenpreis)
- 2014: München leuchtet in Gold
- 2015: Preis für Solidarität und Menschenwürde[40]
- 2016: Erich-Mühsam-Preis für Frieden, Menschenrechte und gegen Fremdenhass
- 2016: Löwenherz – Ehrenpreis der Hilfsorganisation Human Projects für Frieden, Freiheit, Aufklärung, Integration und eine gerechtere Welt[41]
- 2017: Deutscher Kleinkunstpreis, Ehrenpreis Rheinland-Pfalz
- 2017: Bayerischer Staatspreis für Musik, Sonderpreis
- 2018: Göttinger Friedenspreis[42][43]
- 2018 wurde ihm für sein politisches Engagement und seine Zivilcourage vom Fachbereich 6: Kultur- und Sozialwissenschaften der Universität Koblenz-Landau die Thomas-Nast-Gastprofessur verliehen.[44]
- 2019 erhielt er in der Frankfurter Paulskirche wegen seines Engagements für Menschlichkeit die erstmals verliehene Albert-Schweitzer-Medaille.[45]
- 2021: Hermann-Sinsheimer-Preis[46]

## Dokumentarfilm
Der Dokumentarfilm Wader Wecker Vater Land von Rudi Gaul über Hannes Wader und Konstantin Wecker, die 2010 gemeinsam auf Tournee gingen, wurde beim Filmfest München 2011 mit dem Publikumspreis als beliebtester Film ausgezeichnet.

## Interviews mit Wecker
- Ein Alt-68er besucht das Audimax (hintergrund.de vom 23. April 2010)
- NPD verhindert Wecker-Konzert – „Vor denen einzuknicken, wäre doch traurig“ Interview im Spiegel, 8. März 2006
- Vierteiliges Interview mit Jens Böttcher auf Bibel TV vom Oktober 2016 über die „Motivation […], das Leben trotz allem zu lieben“